# وحید ادکونله
وحید ادکونله (انگلیسی: Waheed Adekunle؛ زادهٔ ۱ ژانویهٔ ۱۹۸۶) بازیکن فوتبال اهل نیجریه است که در پست مهاجم برای یونایتد اس سی به صورت قرضی از جرج تلگراف اس سی سی در آی-لیگ بازی کرد.